# Porta Savonarola
Porta Savonarola è una delle otto porte di accesso delle mura cinquecentesche della città di Padova. Il progettista fu Giovanni Maria Falconetto che, non essendo un ingegnere militare, si concentrò maggiormente sulla bellezza formale dell'edificio, ma non trascurando la sua funzione primaria, quella difensiva.
La costruzione di Porta Savonarola venne iniziata nel 1528 e conclusa nel 1530, per completare il progetto di fortificazione delle città di Padova da parte della Repubblica Veneta.
Porta Savonarola è la porta Nord-Ovest delle mura, oggi all'incrocio tra via Vicenza, via Savonarola e corso Milano.

## Storia

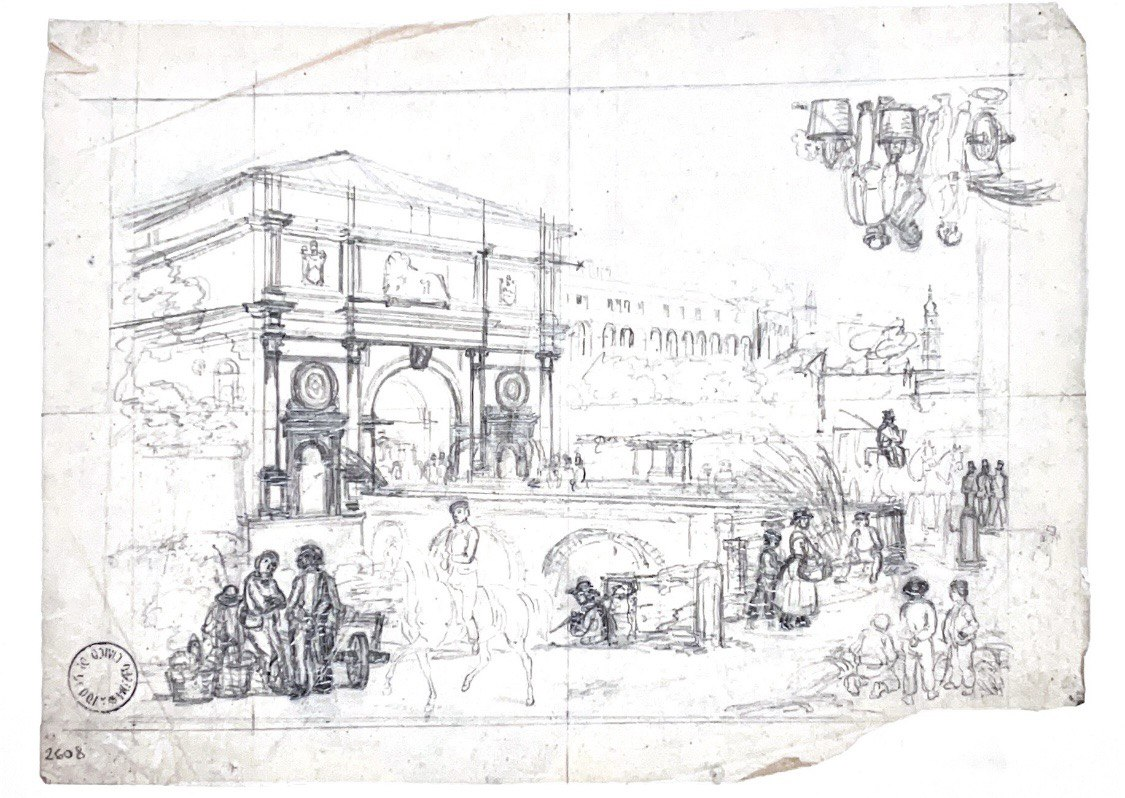
Pietro Chevalier (Corfù, 1795 - Padova, 1864), Veduta di Porta Savonarola a Padova, Padova, Musei Civici, Museo statale d'arte medievale e moderna, inv. 2608

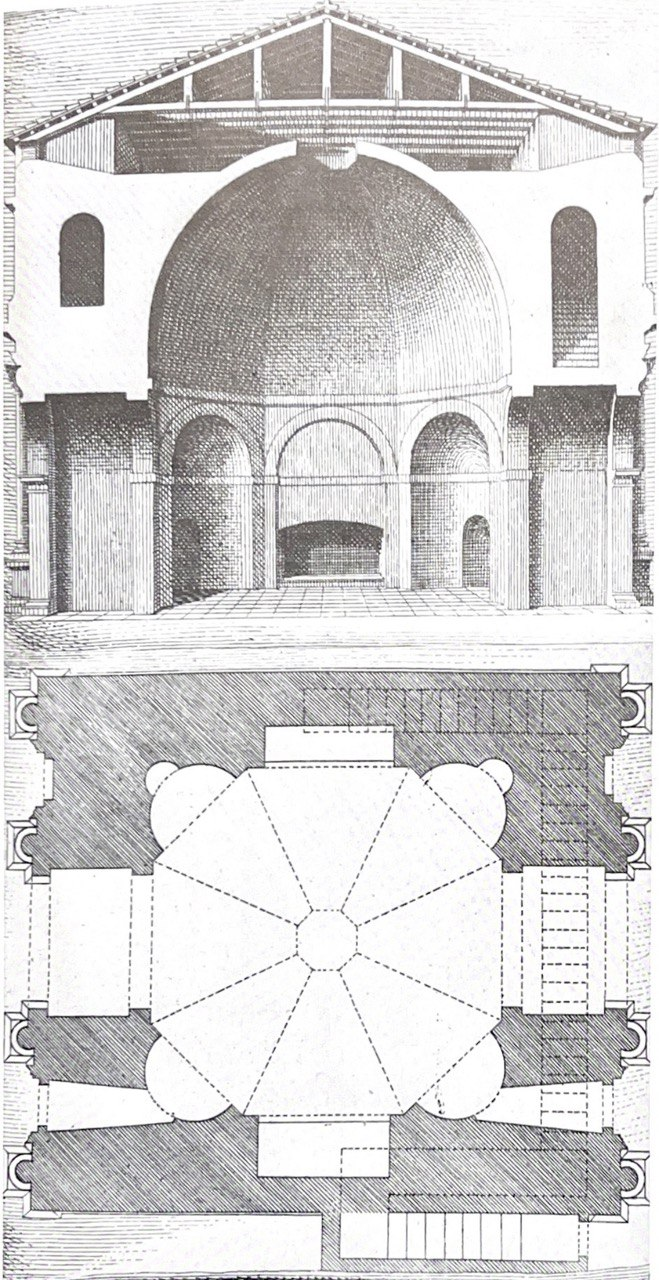
Pianta e sezione da incisione di G.A. Visentini, biblioteca Museo Correr

Durante e dopo gli anni della Guerra della Lega di Cambrai, la Serenissima si fece promotrice di una serie di iniziative architettoniche quali la costruzione delle mura di Padova, essendo l'ultima città della Repubblica da difendere. Il progetto contava di edificare 8 porte di accesso alla città; il numero è esiguo perché la struttura della porta è un punto assai debole. L'opera di fortificazione prende avvio nel 1509 e a concludere l'impresa fu Giovanni Maria Falconetto con l'ultimazione di Porta Savonarola realizzata nel 1528 e finita nel 1530.

## Descrizione
Porta Savonarola presenta due ingressi: uno verso l'esterno (ovest), che un tempo dava verso le campagne, l'altro verso l'interno (est) che si affacciava alla città.

### Pianta
Porta Savonarola presenta una pianta rettangolare esterna. L'interno è caratterizzato un ambiente ottagonale con nicchie semicircolari inquadrate da una semplice cornice e una volta di copertura a spicchi. Dall'estradosso della volta di copertura è possibile raggiungere il sottotetto tramite una scala ricavata nello spessore della muratura.  

### Prospetti
Porta Savonarola è realizzata sul modello dell'arco di trionfo romano. 
La facciata esterna (ovest) della porta è tripartita verticalmente e posa su una base scarpata. Sono presenti quattro colonne di ordine composito in pietra d'Istria poste sopra un piedistallo che risaltano rispetto alla muratura scura in trachite. Negli angoli in basso ci sono due porte, quella di destra in origine era aperta e riservata all'accesso pedonale, ora chiusa. La figura di Marte campale tra le fiamme è rappresentata in chiave all'arco della porta di accesso alla città. Nella volta dell'arcata del portone di accesso alla città sopra le due porte sono scolpiti in altorilievo due clipei in trachite raffiguranti in pietra d'Istria Bacco e Pomona (o Cerere, divinità della fertilità rurale) in pietra d'Istria. Il piano attico è decorato con due stemmi celebrativi delle casate della città e il Leone Marciano. Quest'ultimo venne distrutto insieme agli stemmi della Serenissima dai Francesi nel 1797, poi nel 1928 furono ricostruiti. Venne anche demolita l'ultima arcata del ponte levatoio che successivamente viene sostituito negli anni Trenta del Novecento con una passerella in legno.
La facciata interna (est) è simile a quella esterna: è anch'essa tripartita verticalmente, ma presenta solo le colonne laterali in pietra d'Istria. I clipei raffigurano Medoacus (divinità fluviale rappresentante il fiume che passa all'interno della città) e Minerva (protettrice della città). Nella chiave di volta dell'arco della porta di accesso alle campagne è raffigurata la fenice personificata. Anche questo piano attico è decorato dagli stemmi della città e al centro si trova una grande iscrizione che ricorda il doge Andrea Gritti con la data del 1530.

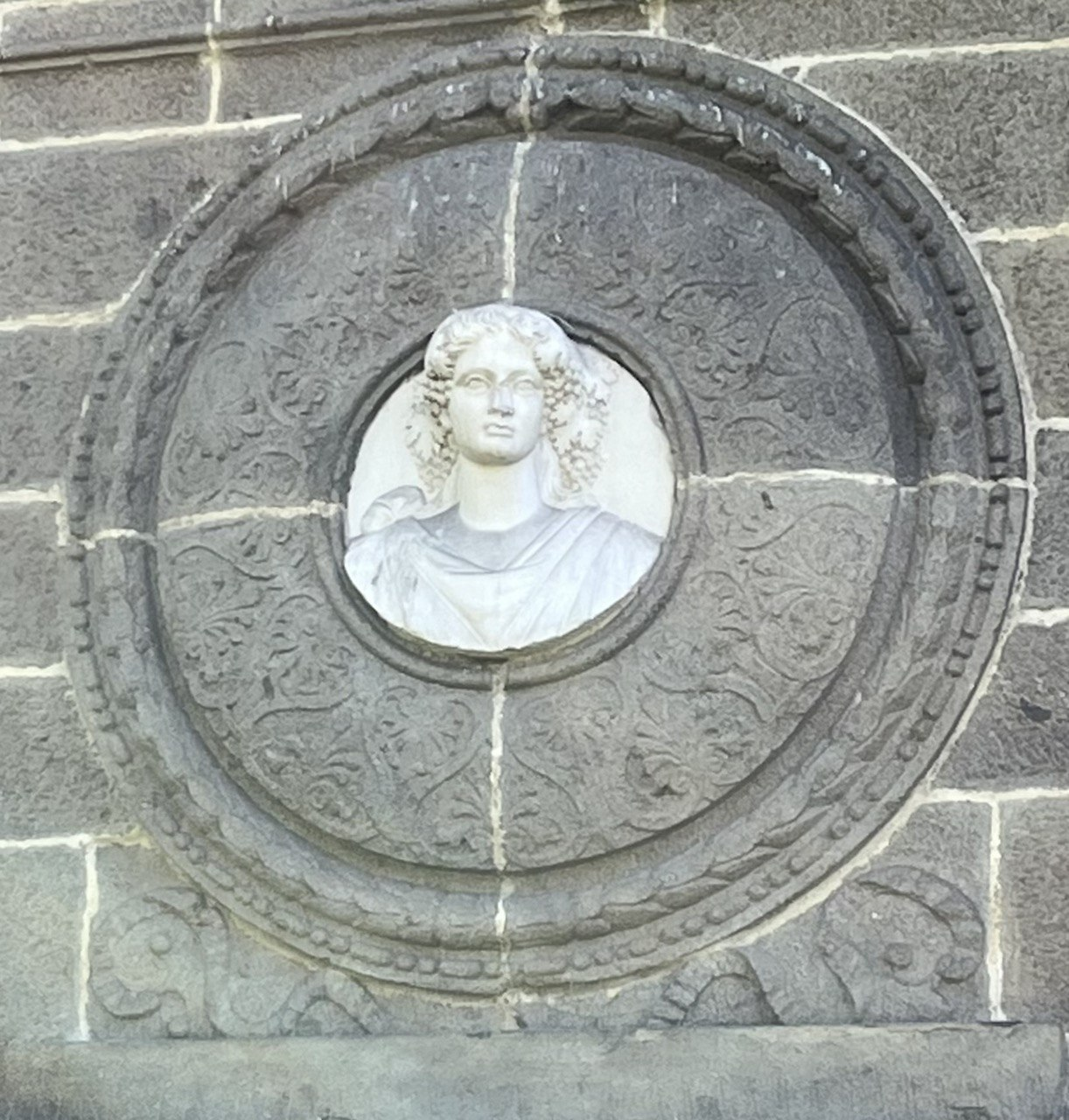
Clipeo raffigurante Pomona
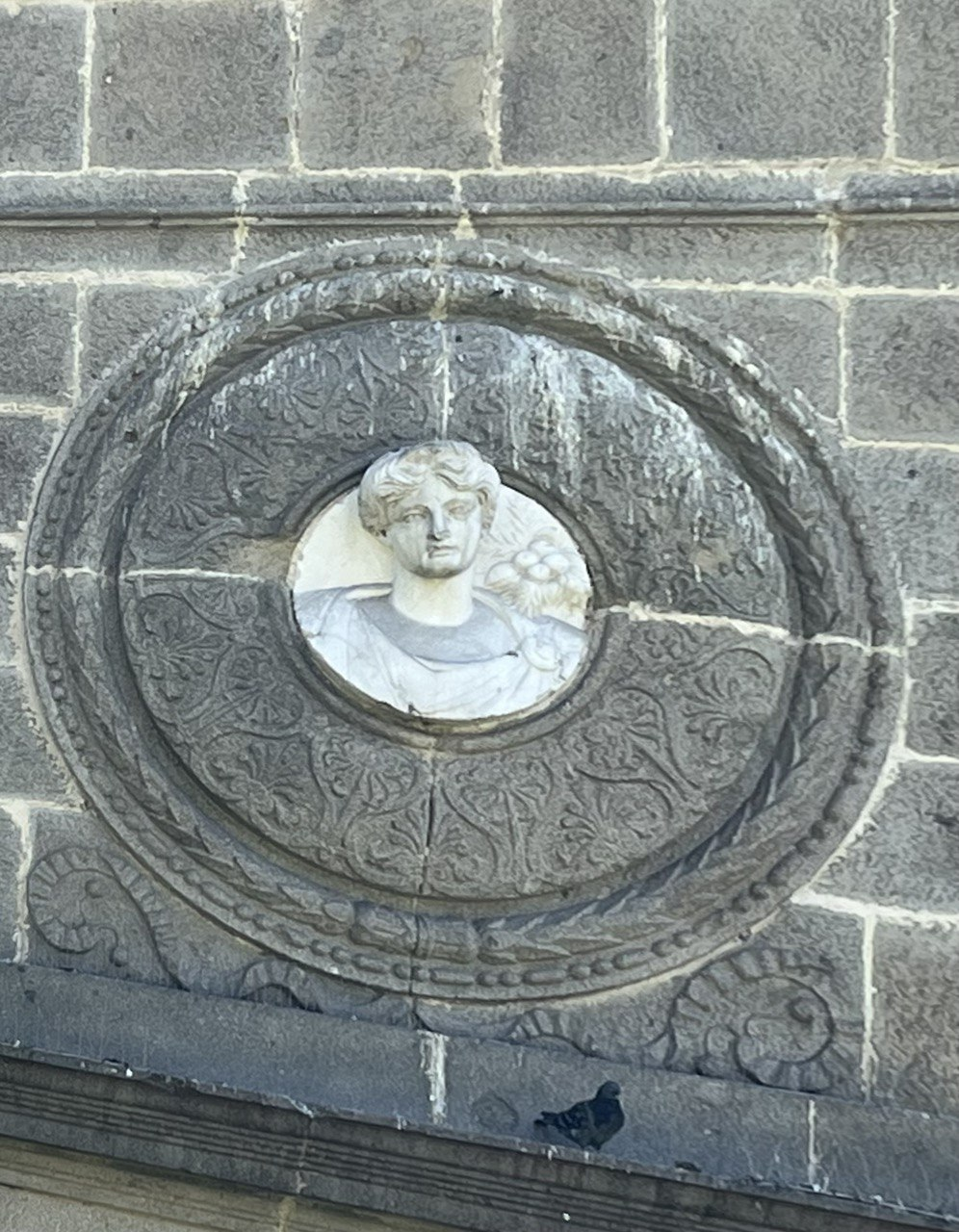
Clipeo raffigurante Bacco
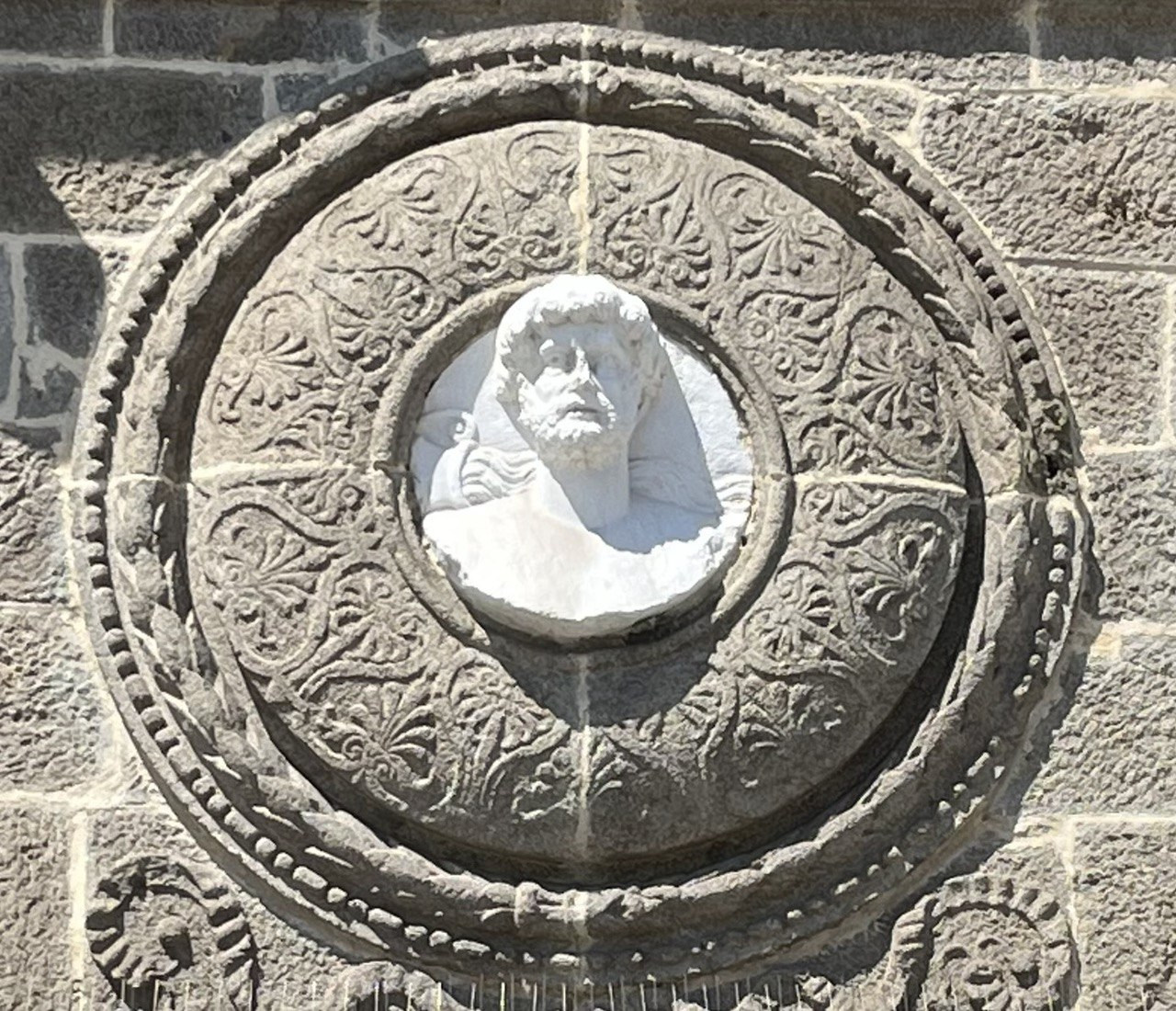
Clipeo raffigurante Medoacus
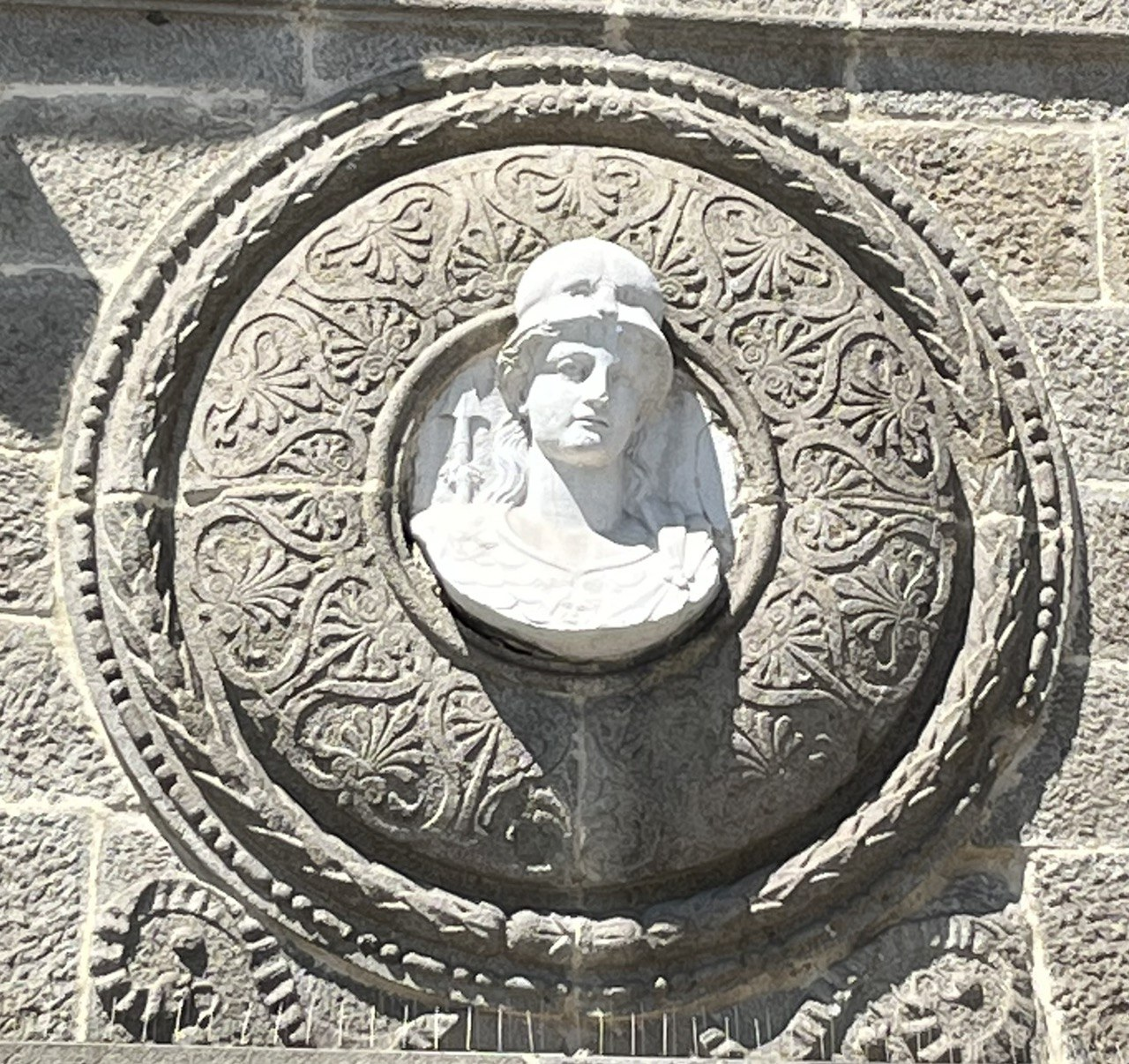
Clipeo raffigurante Minerva

### Ispirazioni e modelli
Falconetto riprende dalla Porta Aurea di Ravenna, con il valore di una citazione, il motivo dei grandi clipei sui due fronti della grande porta Savonarola del 1530, firmata e datata, articolata con fornice centrale e due porticine laterali fiancheggiate da due semicolonne, dove pone al secondo ordine i clipei copiati dalla porta ravennate, ornati dai busti delle divinità tutelari la città, sul tipo della porta di Augusto a Rimini. Insiste su questo schema di porte ad atrio coperto, unico fornice con aperture laterali più piccole anche nella porta San Giovanni del 1528, anch'essa firmata.
Giovanni Maria Falconetto utilizza un sistema decorativo di fronti e fregi aderenti ai modelli antichi che si lega allo sviluppo architettonico del periodo, tramite questo usufruisce dell'ordine architettonico come strumento compositivo dell'intero edificio. Rispetto alle altre porte cinquecentesche Falconetto prende solo l'allineamento alla cortina delle mura, dalle architetture dell'epoca crea una elaborazione formale con la supremazia della bellezza formale rispetto alla funzionalità difensiva. Lo spazio interno è di difficile gestione militare: si ispira allo studiolo di Varrone presso Cassino, stesso modello per l'Odeo Cornaro, ulteriore dimostrazione del fatto che Falconetto non è un ingegnere militare ma un architetto che ha poco interesse per la funzione difensiva dell'edificio.

Le scelte architettoniche del Falconetto possono essere interpretate secondo la concezione Albertiana della città come grande casa: